# Gare de Berlin Südende
 (février 2020).
Si vous disposez d'ouvrages ou d'articles de référence ou si vous connaissez des sites web de qualité traitant du thème abordé ici, merci de compléter l'article en donnant les références utiles à sa vérifiabilité et en les liant à la section « Notes et références ».
La gare de Berlin Südende est une gare ferroviaire allemande de la ligne de Berlin à Halle. Elle est située dans le quartier de Steglitz à Berlin.

## Situation ferroviaire
La gare fut construite dans le but de desservir le quartier résidentiel de Südende.

## Histoire
La gare ouvre le 15 août 1880 sur la ligne de Berlin à Halle. Entre 1882 et 1899, elle a le double nom Südende-Lankwitz. En 1901, la voie ferrée est abaissée, la gare est reconstruite et reçoit une plate-forme centrale. Celle-ci et le bâtiment d'accueil se situent au sud-ouest du pont de Steglitzer Damm. Le chemin de fer de banlieue fonctionne à 750 volts depuis le 2 juillet 1929. Après le rachat du S-Bahn par la BVG le 9 janvier 1984, le tronçon Priesterweg-Lichterfelde Süd avec la gare de Südende est fermé et ne rouvre que le 28 mai 1995 après rénovation.

## Service des voyageurs

### Intermodalité
La gare est en correspondance avec la ligne d'omnibus 282 de la Berliner Verkehrsbetriebe.

## Patrimoine ferroviaire
Le bâtiment d'accueil de 1901 n'existe plus. Il est remplacé par un bâtiment plus récent. La plate-forme centrale a un toit dans le style S-Bahn classique : un toit en selle soutenu par des colonnes en fonte. Le bâtiment d'accueil et la plateforme sont reliés par un escalier couvert. Il est réalisé dans une "architecture de serre" typique. Le couloir de connexion plus tard à l'ascenseur, qui mène au niveau supérieur (Steglitzer Damm), est également adapté stylistiquement. Il y a un bâtiment sur la plate-forme pour la supervision, mais il n'est plus utilisé.